# Tomba Sant'Angelo
La Tomba Sant'Angelo è una tomba monumentale romana costruita all'inizio del II secolo a Frosinone, in località Maniano, situata a 2 km dal centro urbano. 
Si tratta di uno dei pochi, seppur parzialmente conservato, monumenti romani dell'antica Frusino giunti fino ai giorni nostri

## Inquadramento topografico
Non si ha notizia di fonti classiche che citino specificatamente questo edificio funerario romano, né di fonti successive che indichino con certezza le vicissitudini e l'evidente riutilizzo di questa tomba.
Allo stesso modo è incerta la data della sua riscoperta, databile comunque intorno agli anni venti, nello specifico vi sono due date: 1927, quando le viene posto un vincolo per proteggerla, e 1929, quando viene menzionata nella monografia de Le Cento Città d'Italia, riguardante Frosinone, dove si afferma che questa scoperta sarebbe avvenuta "di recente".
Al momento del suo rinvenimento, la tomba non doveva presentarsi in ottime condizioni, in quanto nella lettera di trasmissione del vincolo del 31 maggio 1927 si raccomandava "...vivamente l'esproprio del monumento da parte del Comune e il restauro delle parti più deteriorate" sottolineando anche che "Sarebbe bene che il proprietario del terreno demolisse il fondo e la capanna che vi sono addossati per evitare ulteriori danni".
Alcuni decenni più tardi la tomba risulta essere ancora in condizioni di abbandono, utilizzata per altri scopi e mai stato restaurata, rischiando persino la demolizione, richiesta dal Comune nel novembre del 1959 ma non eseguita grazie alla presenza del vincolo di salvaguardia.
Nel 1993 venne elaborato un piano di recupero, che comprendeva il restauro del monumento e la conseguente riqualificazione dell’area circostante per renderlo accessibile al pubblico, ma ad oggi risulta ancora in attesa di essere attuato.

## Descrizione

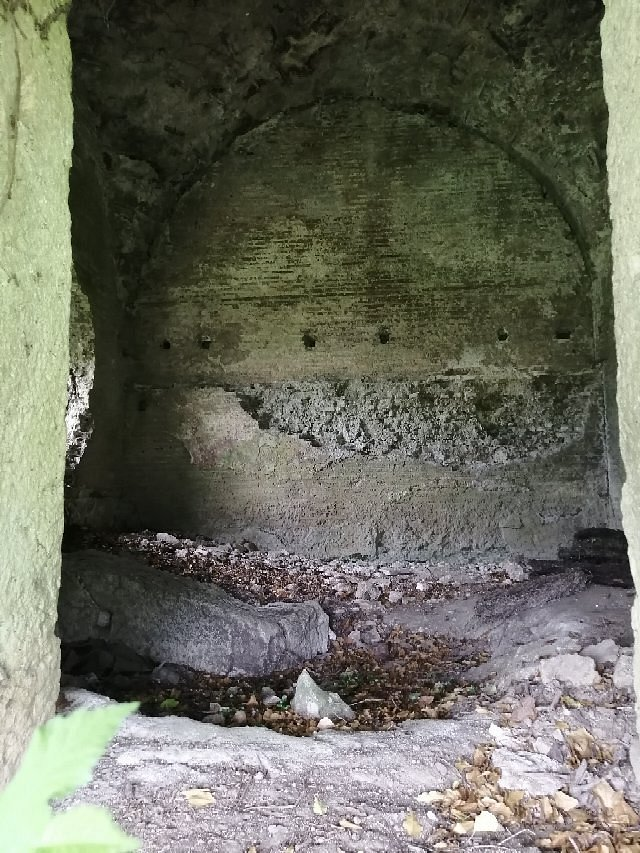
Interno della tomba

Il monumento è a pianta quadrata (5,20 x 4,75 m.) coperto da una volta a crociera (5 m.).  L’entrata alla tomba, orientata in senso nord-sud est-ovest, è situata nel lato sud e mantiene ancora soglia, stipiti e architrave in blocchi di calcare compatto. Nella facciata, presenti sopra l’ingresso, vi sono due strette finestre, in mezzo alle quali era posta l’iscrizione con il nome del defunto o defunti ivi sepolti. Di questa iscrizione, che molto probabilmente era trascritta su una lastra di marmo, resta solo la traccia dell'incasso nella muratura, in opera laterizia.

Mentre all’esterno la cortina muraria in mattoni è stata asportata, all'interno si mantiene ancora conservata, nello stesso interno sono anche rimasti visibili fori lasciati dall’impalcatura in legno che fu montata per realizzare la struttura. All’interno sono rimaste visibili tracce di intonaco usato nel rivestimento delle pareti, in alcuni casi dipinto, di cui il tratto più conservato risale ad un'imprecisata epoca medievale, quando l’antico edificio venne riutilizzato come luogo di culto; una fine comune per molti monumenti romani in quell'epoca, ma che ha probabilmente consentito di evitarne la totale demolizione per riutilizzare il materiale. 
Si vuole che una chiesa dell’Angelo sia stata ricavata all’interno della tomba romana e che da essa derivi il nome della località (Sant’Angelo)  M.T. Onorati, Frosinone in età romana: prime considerazioni in Terra dei Volsci. Miscellanea, 1996.
La tomba Sant’Angelo fa parte di una serie di sepolcri romani denominati “a camera” o “a celle”, tipo di costruzione diffusosi a partire dal II sec. d.C. i cui maggiori esempi sono a Roma, nella Necropoli vaticana e a Fiumicino, nella Necropoli dell'Isola Sacra. Si tratta di tombe difficilmente isolate, quasi sempre vicine al centro urbano (l'anfiteatro romano della antica Frusino dista 1km) e connesse a qualche tracciato stradale, in maniera tale da essere comunque visibili. La presenza di vie di comunicazione nella zona di Maniano, passanti perciò anche per vicino la tomba, è stata confermata da antichi documenti e alcuni testi:
Mausoleo romano isolato sulla cima di un colle denominato di Sant'Angelo, presso la località Maniano, lungo un diverticolo del percorso di collegamento della via Ferrarelli: la via devia dal percorso della Via Latina in ascesa sul colle frusinate, ricalcando la linea di un tracciato romano pavimentato in basoli lavici, alcuni osservabili ad un livello superiore rispetto all'asfalto moderno, sul margine Nord del terrapieno di contenimento di via Ferrarelli. Sabrina Pietrobono, Carta archeologica medievale: Frosinone. All'insegna del Giglio, 2006.

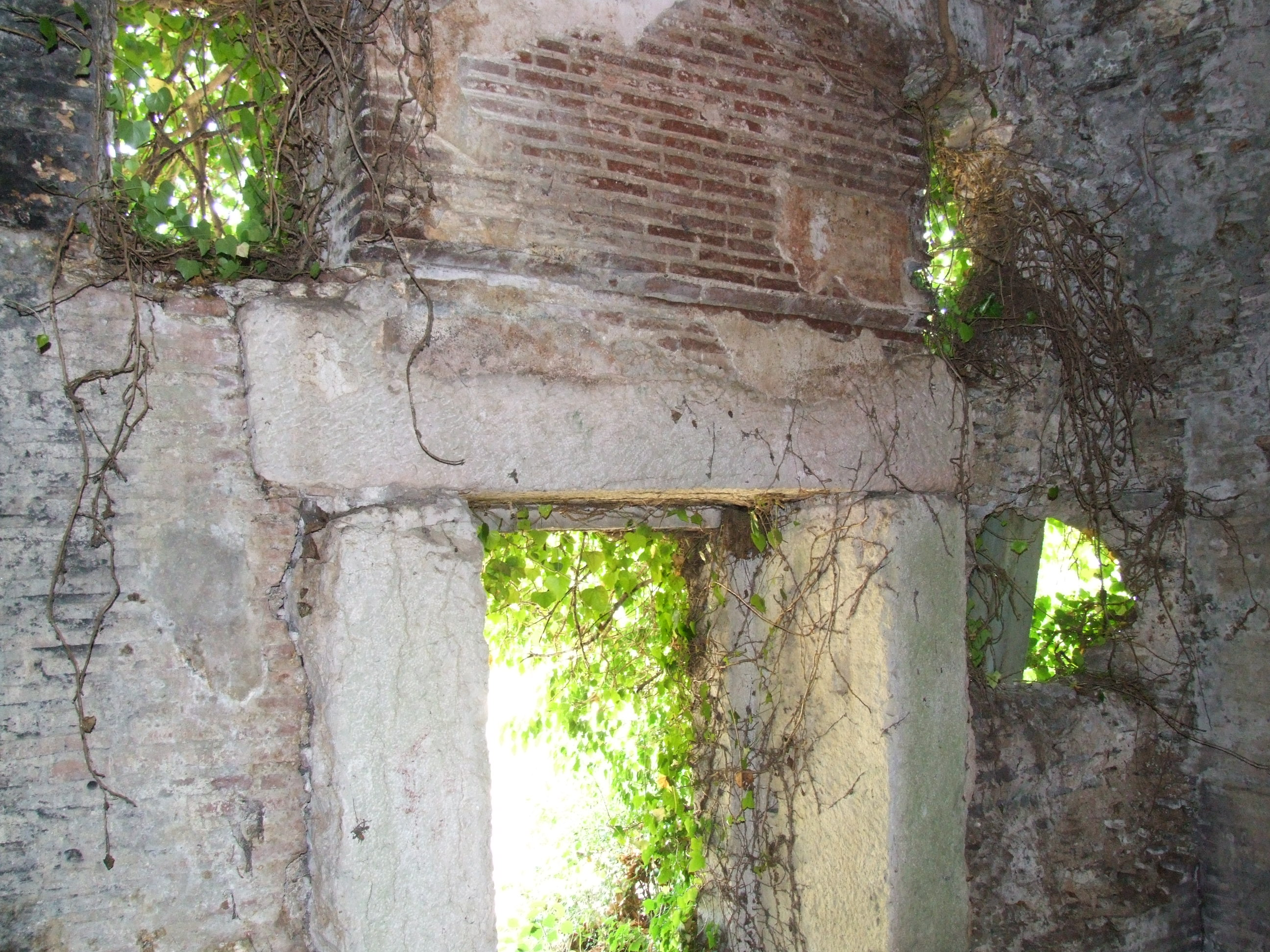
Ingresso della tomba visto dallinterno

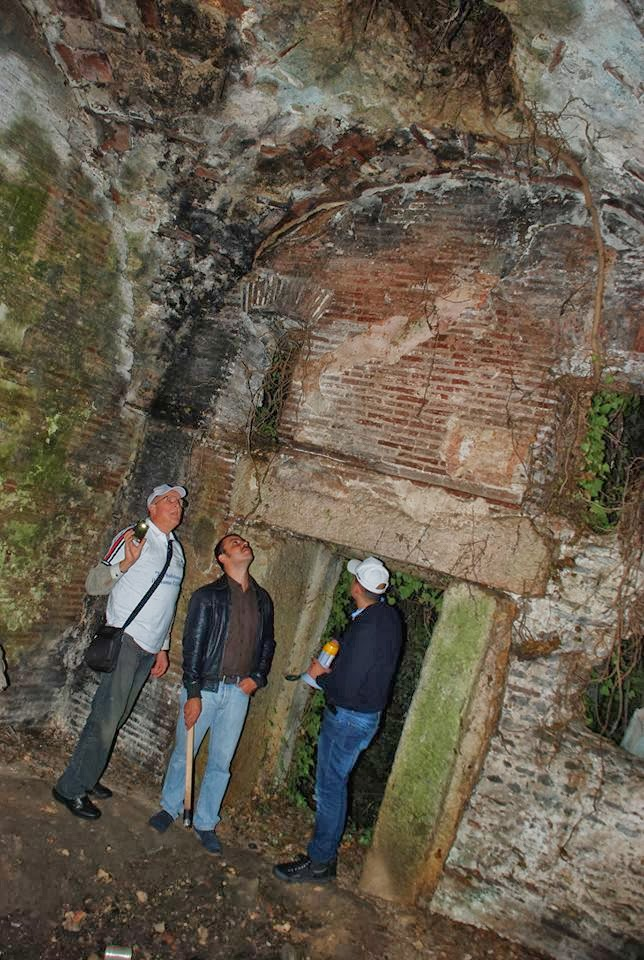
Altra visuale degli interni

La costruzione della tomba è quindi da attribuirsi ad una famiglia benestante, il cui scopo era di tramandare il ricordo del defunto o dei famigliari, ma al tempo stesso, tramite l'edificazione del monumento, mostrare le proprie condizioni economiche e sociali agiate.